# Campeonato de España de Cruceros
El Campeonato de España de Cruceros es una competición de vela de crucero creada por la Real Federación Española de Vela, a través del Comité Nacional de Cruceros, al que acceden las mejores tripulaciones de las pruebas clasificatorias establecidas en cada federación autonómica y que están abiertas a embarcaciones que compitan en clases crucero de compensación de tiempos reconocidas por la RFEV, como son ORC, IRC y RI. Puntúa el binomio armador-patrón, que deberá mantenerse en todas las pruebas previas, junto a tripulantes que los hayan acompañado en al menos dos de las regatas clasificatorias. En cada regata clasificatoria deberá programarse al menos una prueba de recorridos barlovento-sotavento.
Todas las ediciones hasta el momento se han celebrado en Bayona, organizadas por el Monte Real Club de Yates de Bayona con el  patrocinio de Loterías y Apuestas del Estado. Las tripulaciones clasificadas compitieron en monotipos de la clase Beneteau Figaro.
En la primera edición se proclamó campeón el "Bullbox", que había obtenido su plaza en las regatas clasificatorias de la Federación de Vela del Principado de Asturias (Regata Villa de Gijón, Semana Asturiana de Vela y Regata Universidad de Oviedo). En la segunda edición se impuso el "Tanit IV Medilevel" de Ignacio Campos (Real Club de Regatas de Alicante). En 2024 el título fue para el "Solum Tenerife Aedas Home" del Real Club Náutico de Tenerife.

## Palmarés
| Año  | Yate                      | Armador                | Patrón                | Club                             | Federación Autonómica |
| 2022 | Bullbox                   | Luis Noguera Martín    | Sebastiano Nápoli     | Real Club Astur de Regatas       | Asturiana             |
| 2023 | Tanit IV Medilevel        | María José Vila Valero | Ignacio Campos Manero | Real Club de Regatas de Alicante | Valenciana            |
| 2024 | Solum Tenerife Aedas Home | Lucio Pérez Aranaz     | Javier Padrón Torrent | Real Club Náutico de Tenerife    | Canaria               |